# IC 3302
IC 3302 је елиптична галаксија у сазвјежђу Береникина коса која се налази на листи објеката дубоког неба у Индекс каталогу.
Деклинација објекта је + 25° 52' 43" а ректасцензија 12h 25m 10,3s. Привидна величина (магнитуда) објекта IC 3302 износи 15,5 а фотографска магнитуда 16,5.